# Ala-Vekarainen
Ala-Vekarainen är en sjö i kommunen Sulkava i landskapet Södra Savolax i Finland. Sjön ligger 80,8 meter över havet. Arean är 76 hektar och strandlinjen är 6,3 kilometer lång. Sjön  ingår i Vuoksens huvudavrinningsområde.   Den ligger omkring 57 kilometer öster om S:t Michel och omkring 260 kilometer nordöst om Helsingfors. 
I sjön finns ön Suurisaari. 